# Polskojęzyczne stacje telewizyjne free-to-air
Trwa dyskusja nad usunięciem tego artykułu, kliknij i weź w niej udział.
Polskojęzyczne stacje telewizyjne free-to-air – lista kanałów i parametrów odbioru stacji nadających free-to-air w języku polskim.

## Stacje telewizyjne

### Nadawane drogą satelitarną[1]
| Nazwa kanału     | Typ                 | Właściciel                        | Format obrazu | Satelita     | Parametry odbioru | Parametry odbioru | Parametry odbioru | Kompresja |
| ---------------- | ------------------- | --------------------------------- | ------------- | ------------ | ----------------- | ----------------- | ----------------- | --------- |
| TVP Info HD      | informacyjny        | Telewizja Polska SA               | HDTV 16:9     | Hot Bird 13G | 10719.00 V        | DVB-S2 (8PSK)     | 27500 3/4         | MPEG-4    |
| Power TV         | muzyczny            | MWE Networks                      | SDTV 16:9     | Hot Bird 13G | 10719,25 V        | DVB-S2 (8PSK)     | 27500 3/4         | MPEG-4    |
| Nuta.TV          | muzyczny            | MWE Networks                      | SDTV 16:9     | Hot Bird 13G | 10719.00 V        | DVB-S2 (8PSK)     | 27500 3/4         | MPEG-4    |
| Nuta Gold        | muzyczny            | MWE Networks                      | SDTV 16:9     | Hot Bird 13G | 10719,25 V        | DVB-S2 (8PSK)     | 27500 3/4         | MPEG-4    |
| Antena           | ogólny              | MWE Networks                      | SDTV 16:9     | Hot Bird 13G | 10719.00 V        | DVB-S2 (8PSK)     | 27500 3/4         | MPEG-4    |
| TVC              | regionalny          | MWE Networks                      | SDTV 16:9     | Hot Bird 13G | 10719,25 V        | DVB-S2 (8PSK)     | 27500 3/4         | MPEG-4    |
| TVC Super        | ogólny              | MWE Networks                      | SDTV 16:9     | Hot Bird 13G | 10719.00 V        | DVB-S2 (8PSK)     | 27500 3/4         | MPEG-4    |
| Szlagier TV      | muzyczny            | MWE Networks                      | SDTV 16:9     | Hot Bird 13G | 10719,25 V        | DVB-S2 (8PSK)     | 27500 3/4         | MPEG-4    |
| 4fun.tv          | muzyczny            | 4fun Media                        | SDTV 16:9     | Hot Bird 13G | 10758.00 V        | DVB-S2 (8PSK)     | 27500 3/4         | MPEG-4    |
| 4fun Dance       | muzyczny            | 4fun Media                        | SDTV 16:9     | Hot Bird 13G | 10758.00 V        | DVB-S2 (8PSK)     | 27500 3/4         | MPEG-4    |
| 4fun Kids        | muzyczny dla dzieci | 4fun Media                        | SDTV 16:9     | Hot Bird 13G | 10758.00 V        | DVB-S2 (8PSK)     | 27500 3/4         | MPEG-4    |
| Stars.TV         | muzyczny            | Stars.TV s.r.o., własność JBD S.A | HDTV 16:9     | Hot Bird 13G | 10758.00 V        | DVB-S2 (8PSK)     | 27500 3/4         | MPEG-4    |
| TVS              | regionalny          | Arkadiusz Hołda                   | SDTV 16:9     | Hot Bird 13G | 10796.00 V        | DVB-S2 (8PSK)     | 27500 3/4         | MPEG-4    |
| Red Carpet TV    | ogólny              | Red Carpet Media Group S.A.       | HDTV 16:9     | Hot Bird 13G | 10796.00 V        | DVB-S2 (8PSK)     | 27500 3/4         | MPEG-4    |
| Dla Ciebie TV    | rozrywkowy          | United Broadcasting Network OU.   | HDTV 16:9     | Hot Bird 13G | 10930,00 H        | DVB-S2 (8PSK)     | 30000 3/4         | MPEG-4    |
| TVP Polonia HD   | polonijny           | Telewizja Polska SA               | HDTV 16:9     | Hot Bird 13E | 11075.00 V        | DVB-S2 (8PSK)     | 30000 3/4         | MPEG-4    |
| Polonia 1        | ogólny              | Polcast Television Sp. z o.o.     | SDTV 16:9     | Hot Bird 13G | 11662.00 V        | DVB-S2 (8PSK)     | 27500 3/4         | MPEG-4    |
| Tele 5*          | ogólny              | Polcast Television Sp. z o.o.     | SDTV 16:9     | Hot Bird 13G | 11662.00 V        | DVB-S2 (8PSK)     | 27500 3/4         | MPEG-4    |
| TV Okazje        | telezakupowy        | tvo sp. z o.o                     | SDTV 16:9     | Hot Bird 13B | 12188.00 V        | DVB-S2 (8PSK)     | 27500 3/4         | MPEG-4    |
| Music Box Polska | muzyczny            | Music Box Group Sp. z o.o.        | HDTV 16:9     | Hot Bird 13B | 12520,00 V        | DVB-S2 (QPSK)     | 27500 5/6         | MPEG-4    |
| Telewizja Trwam  | religijny           | Fundacja Lux Veritatis            | SDTV 16:9     | Astra 1L     | 11288.00 V        | DVB-S2 (8PSK)     | 22000 2/3         | MPEG-4    |
| Wydarzenia 24*   | informacyjny        | Telewizja Polsat                  | HDTV 16:9     | Eutelsat 33E | 12722.00 V        | DVB-S2 (QPSK)     | 16730 3/4         | MPEG-4    |
| BYU TV           | religijny           | Brigham Young University          | SDTV 16:9     | Telstar 12   | 11567.00 V        | DVB-S (QPSK)      | 5886 2/3          | MPEG-2    |
| EbS              | europejski          | Parlament Europejski              | HDTV 16:9     | Eutelsat 9B  | 11900.00 H        | DVB-S2 (8PSK)     | 27500 2/3         | MPEG-4    |
| EbS+             | europejski          | Parlament Europejski              | HDTV 16:9     | Eutelsat 9B  | 11900.00 H        | DVB-S2 (8PSK)     | 27500 2/3         | MPEG-4    |

### Nadawane drogąnaziemną
| Nazwa kanału     | Typ                        | Właściciel                                     | Format obrazu | MUX                      | Kompresja |
| ---------------- | -------------------------- | ---------------------------------------------- | ------------- | ------------------------ | --------- |
| Stopklatka HD    | filmowy                    | Kino Polska                                    | HDTV 16:9     | MUX 1                    | HEVC      |
| TV Trwam HD      | religijny                  | Fundacja Lux Veritatis                         | HDTV 16:9     | MUX 1                    | HEVC      |
| TTV HD           | informacyjno-interwencyjny | TVN Warner Bros. Discovery                     | HDTV 16:9     | MUX 1                    | HEVC      |
| Antena HD        | dla seniora                | MWE Networks                                   | HDTV 16:9     | MUX 1                    | HEVC      |
| Polo TV HD       | muzyczny                   | Telewizja Polsat                               | HDTV 16:9     | MUX 1                    | HEVC      |
| Eska TV HD       | muzyczno-rozrywkowy        | Telewizja Polsat                               | HDTV 16:9     | MUX 1                    | HEVC      |
| Fokus TV HD      | edukacyjno-poznawczy       | Telewizja Polsat                               | HDTV 16:9     | MUX 1                    | HEVC      |
| Polsat HD        | ogólny                     | Telewizja Polsat                               | HDTV 16:9     | MUX 2                    | HEVC      |
| Super Polsat HD  | filmowo-sportowy           | Telewizja Polsat                               | HDTV 16:9     | MUX 2                    | HEVC      |
| TVN HD           | ogólny                     | TVN Warner Bros. Discovery                     | HDTV 16:9     | MUX 2                    | HEVC      |
| TVN 7 HD         | rozrywkowo-serialowy       | TVN Warner Bros. Discovery                     | HDTV 16:9     | MUX 2                    | HEVC      |
| TV4 HD           | ogólny                     | Telewizja Polsat                               | HDTV 16:9     | MUX 2                    | HEVC      |
| TV6 HD           | ogólny                     | Telewizja Polsat                               | HDTV 16:9     | MUX 2                    | HEVC      |
| TV Puls HD       | ogólny                     | Telewizja Puls                                 | HDTV 16:9     | MUX 2                    | HEVC      |
| Puls 2 HD        | ogólny                     | Telewizja Puls                                 | HDTV 16:9     | MUX 2                    | HEVC      |
| TVP1 HD          | ogólny                     | Telewizja Polska                               | HDTV 16:9     | MUX 3                    | HEVC      |
| TVP2 HD          | ogólny                     | Telewizja Polska                               | HDTV 16:9     | MUX 3                    | HEVC      |
| TVP3 HD          | informacyjno-regionalny    | Telewizja Polska                               | HDTV 16:9     | MUX 3                    | HEVC      |
| TVP Historia HD  | dokumentalny               | Telewizja Polska                               | HDTV 16:9     | MUX 3                    | HEVC      |
| TVP Sport HD     | sportowy                   | Telewizja Polska                               | HDTV 16:9     | MUX 3                    | HEVC      |
| TVP Info HD      | informacyjny               | Telewizja Polska                               | HDTV 16:9     | MUX 3                    | HEVC      |
| TVP ABC HD       | dziecięcy                  | Telewizja Polska                               | HDTV 16:9     | MUX 3                    | HEVC      |
| TVP Kultura HD   | kulturalny                 | Telewizja Polska                               | HDTV 16:9     | MUX 3                    | HEVC      |
| TVP Kobieta HD   | poradnikowy                | Telewizja Polska                               | HDTV 16:9     | MUX 6                    | HEVC      |
| TVP Dokument HD  | dokumentalny               | Telewizja Polska                               | HDTV 16:9     | MUX 6                    | HEVC      |
| TVP Rozrywka HD  | rozrywkowy                 | Telewizja Polska                               | HDTV 16:9     | MUX 6                    | HEVC      |
| TVP Polonia HD   | polonijny                  | Telewizja Polska                               | HDTV 16:9     | MUX 6                    | HEVC      |
| Alfa TVP HD      | młodzieżowy                | Telewizja Polska                               | HDTV 16:9     | MUX 6                    | HEVC      |
| TVP Nauka HD     | dokumentalny               | Telewizja Polska                               | HDTV 16:9     | MUX 6                    | HEVC      |
| Metro            | lifestylowy                | TVN Discovery Polska                           | SDTV 16:9     | MUX 8                    | MPEG-4    |
| Zoom TV          | lokalno-samorządowy        | Kino Polska TV S.A. i SPI International Polska | SDTV 16:9     | MUX 8                    | MPEG-4    |
| Nowa TV          | ogólny                     | Telewizja Polsat                               | SDTV 16:9     | MUX 8                    | MPEG-4    |
| WP               | interaktywny               | Wirtualna Polska Holding S.A.                  | SDTV 16:9     | MUX 8                    | MPEG-4    |
| Vidoc TV         | ogólny                     | Red Carpet Media Group S.A.                    | SDTV 16:9     | MUX 8                    | MPEG-4    |
| TV Republika     | informacyjny               |                                                | SDTV 16:9     | MUX 8                    | MPEG-4    |
| WPolsce24        | informacyjny               |                                                | SDTV 16:9     | MUX 8                    | MPEG-4    |
| Wydarzenia 24 HD | informacyjny               | Telewizja Polsat                               | HDTV 16:9     | MUX 4                    | HEVC      |
| TVN HD           | ogólny                     | TVN Warner Bros. Discovery                     | HDTV 16:9     | MUX L2, L4               | MPEG-4    |
| TVN 7 HD         | rozrywkowo-serialowy       | TVN Warner Bros. Discovery                     | HDTV 16:9     | MUX L2                   | MPEG-4    |
| Polsat HD        | ogólny                     | Telewizja Polsat                               | HDTV 16:9     | MUX L4, L-Katowice       | MPEG-4    |
| TVT              | regionalny                 | Telewizja TVT Sp. z o.o.                       | SDTV 16:9     | MUX L2                   | MPEG-4    |
| TVC              | regionalny                 | MWE brodcast własność MWE Networks             | SDTV 16:9     | MUX L3,L4,L-Szczecin     | MPEG-4    |
| TV Regionalna    | regionalny                 | TVL Sp. z o.o                                  | SDTV 16:9     | MUX L7                   | MPEG-4    |
| 4fun.tv          | muzyczny                   | 4fun Media S.A.                                | SDTV 16:9     | MUX L3 nadawany          | MPEG-4    |
| Stars.TV         | muzyczny                   | Stars.TV s.r.o., własność JBD S.A.             | SDTV 16:9     | MUX L1, L2, L3, L4       | MPEG-4    |
| Eska TV Extra    | muzyczny                   | Telewizja Polsat                               | SDTV 16:9     | MUX L1, L2, L3, L4       | MPEG-4    |
| TVS HD           | regionalny                 | TVS Sp. z o.o.                                 | HDTV 16:9     | MUX-L Katowice           | MPEG-4    |
| Radio Silesia    | regionalny                 | Radio Silesia Sp. z o.o.                       | brak          | MUX-L Katowice           | MPEG-4    |
| TV Okazje        | telezakupowy               | tvo sp. z o.o                                  | SDTV 16:9     | MUX L3, L4, L-Szczecin   | MPEG-4    |
| TV Republika     | informacyjny               | Telewizja Republika S.A.                       | SDTV 16:9     | MUX-L Katowice           | MPEG-4    |
| Power TV         | muzyczny                   | MWE Networks                                   | SDTV 16:9     | MUX L3,MUX L4,L-Szczecin | MPEG-4    |
| Nuta.TV          | muzyczny                   | MWE Networks                                   | SDTV 16:9     | MUX L3,L4L-Szczecin      | MPEG-4    |
| Home TV          | ogólny                     | MWE Networks                                   | SDTV 16:9     | MUX L3,L4,L-Szczecin     | MPEG-4    |
| Junior Music     | muzyczny dla dzieci        | MWE Networks                                   | SDTV 16:9     | MUX L3,L4,L-Szczecin     | MPEG-4    |

## Stacje radiowe nadawane drogą satelitarną
| Nazwa                       | Właściciel                                          | Satelita     | Parametry odbioru | Parametry odbioru | Parametry odbioru |
| --------------------------- | --------------------------------------------------- | ------------ | ----------------- | ----------------- | ----------------- |
| Antyradio                   | Eurozet                                             | Hot Bird 13C | 11487.77 H        | DVB-S2 (8PSK)     | 27500 3/4         |
| Meloradio                   | Eurozet                                             | Hot Bird 13C | 11487.77 H        | DVB-S2 (8PSK)     | 27500 3/4         |
| Muzo.fm                     | Telewizja Polsat                                    | Hot Bird 13B | 12188.00 V        | DVB-S2 (8PSK)     | 27500 3/4         |
| Polskie Radio dla Zagranicy | Polskie Radio                                       | Hot Bird 13C | 11487.77 H        | DVB-S2 (8PSK)     | 27500 3/4         |
| Polskie Radio Program I     | Polskie Radio                                       | Hot Bird 13C | 11487.77 H        | DVB-S2 (8PSK)     | 27500 3/4         |
| Polskie Radio Program II    | Polskie Radio                                       | Hot Bird 13C | 11487.77 H        | DVB-S2 (8PSK)     | 27500 3/4         |
| Polskie Radio Program III   | Polskie Radio                                       | Hot Bird 13C | 11487.77 H        | DVB-S2 (8PSK)     | 27500 3/4         |
| Polskie Radio Program IV    | Polskie Radio                                       | Hot Bird 13C | 11487.77 H        | DVB-S2 (8PSK)     | 27500 3/4         |
| Radio Chillizet             | Eurozet                                             | Hot Bird 13C | 11487.77 H        | DVB-S2 (8PSK)     | 27500 3/4         |
| Radio Zet                   | Eurozet                                             | Hot Bird 13C | 11487.77 H        | DVB-S2 (8PSK)     | 27500 3/4         |
| Radio Jasna Góra            | Sanktuarium Jasnogórskie                            | Hot Bird 13C | 11487.77 H        | DVB-S2 (8PSK)     | 27500 3/4         |
| Radio Maryja                | Fundacja Lux Veritatis                              | Astra 1L     | 11288.00 V        | DVB-S2 (8PSK)     | 22000 2/3         |
| Radio Eska                  | Time SA                                             | Astra 3B     | 11643.00 H        | DVB-S2 (8PSK)     | 7580 3/4          |
| Radio Eska Bełchatów        | Time SA                                             | Astra 3B     | 11643.00 H        | DVB-S2 (8PSK)     | 7580 3/4          |
| Radio Eska Białystok        | Time SA                                             | Astra 3B     | 11643.00 H        | DVB-S2 (8PSK)     | 7580 3/4          |
| Radio Eska Bydgoszcz        | Time SA                                             | Astra 3B     | 11643.00 H        | DVB-S2 (8PSK)     | 7580 3/4          |
| Radio Eska Gorzów           | Time SA                                             | Astra 3B     | 11643.00 H        | DVB-S2 (8PSK)     | 7580 3/4          |
| Radio Eska Kielce           | Time SA                                             | Astra 3B     | 11643.00 H        | DVB-S2 (8PSK)     | 7580 3/4          |
| Radio Eska Siedlce          | Time SA                                             | Astra 3B     | 11643.00 H        | DVB-S2 (8PSK)     | 7580 3/4          |
| Radio Eska Kraków           | Time SA                                             | Astra 3B     | 11643.00 H        | DVB-S2 (8PSK)     | 7580 3/4          |
| Radio Eska Leszno           | Time SA                                             | Astra 3B     | 11643.00 H        | DVB-S2 (8PSK)     | 7580 3/4          |
| Radio Eska Piła             | Time SA                                             | Astra 3B     | 11643.00 H        | DVB-S2 (8PSK)     | 7580 3/4          |
| Radio Eska Olsztyn          | Time SA                                             | Astra 3B     | 11643.00 H        | DVB-S2 (8PSK)     | 7580 3/4          |
| Radio Eska Opole            | Time SA                                             | Astra 3B     | 11643.00 H        | DVB-S2 (8PSK)     | 7580 3/4          |
| Radio Eska Lublin           | Time SA                                             | Astra 3B     | 11643.00 H        | DVB-S2 (8PSK)     | 7580 3/4          |
| Radio Eska Poznań           | Time SA                                             | Astra 3B     | 11643.00 H        | DVB-S2 (8PSK)     | 7580 3/4          |
| Radio Eska Toruń            | Time SA                                             | Astra 3B     | 11643.00 H        | DVB-S2 (8PSK)     | 7580 3/4          |
| Radio Eska Tarnów           | Time SA                                             | Astra 3B     | 11643.00 H        | DVB-S2 (8PSK)     | 7580 3/4          |
| Radio Eska Trójmiasto       | Time SA                                             | Astra 3B     | 11643.00 H        | DVB-S2 (8PSK)     | 7580 3/4          |
| Radio Eska Wrocław          | Time SA                                             | Astra 3B     | 11643.00 H        | DVB-S2 (8PSK)     | 7580 3/4          |
| Radio Eska Zielona Góra     | Time SA                                             | Astra 3B     | 11643.00 H        | DVB-S2 (8PSK)     | 7580 3/4          |
| Radio Eska Ostrów           | Time SA                                             | Astra 3B     | 11643.00 H        | DVB-S2 (8PSK)     | 7580 3/4          |
| Radio Eska Radom            | Time SA                                             | Astra 3B     | 11643.00 H        | DVB-S2 (8PSK)     | 7580 3/4          |
| Radio Eska Śląsk            | Time SA                                             | Astra 3B     | 11643.00 H        | DVB-S2 (8PSK)     | 7580 3/4          |
| Radio Eska Zamość           | Time SA                                             | Astra 3B     | 11643.00 H        | DVB-S2 (8PSK)     | 7580 3/4          |
| Radio Eska Rzeszów          | Time SA                                             | Astra 3B     | 11643.00 H        | DVB-S2 (8PSK)     | 7580 3/4          |
| Radio Eska Płock            | Time SA                                             | Astra 3B     | 11643.00 H        | DVB-S2 (8PSK)     | 7580 3/4          |
| Radio Eska Szczecin         | Time SA                                             | Astra 3B     | 11643.00 H        | DVB-S2 (8PSK)     | 7580 3/4          |
| Radio Eska Koszalin         | Time SA                                             | Astra 3B     | 11643.00 H        | DVB-S2 (8PSK)     | 7580 3/4          |
| Radio Eska Beskidy/Żywiec   | Time SA                                             | Astra 3B     | 11643.00 H        | DVB-S2 (8PSK)     | 7580 3/4          |
| Radio Eska Szczecinek       | Time SA                                             | Astra 3B     | 11643.00 H        | DVB-S2 (8PSK)     | 7580 3/4          |
| Radio Eska Przemyśl         | Time SA                                             | Astra 3B     | 11643.00 H        | DVB-S2 (8PSK)     | 7580 3/4          |
| Radio Eska Małopolska       | Time SA                                             | Astra 3B     | 11643.00 H        | DVB-S2 (8PSK)     | 7580 3/4          |
| Radio Eska Starachowice     | Time SA                                             | Astra 3B     | 11643.00 H        | DVB-S2 (8PSK)     | 7580 3/4          |
| Radio Eska Żary             | Time SA                                             | Astra 3B     | 11643.00 H        | DVB-S2 (8PSK)     | 7580 3/4          |
| Radio Eska Elbląg           | Time SA                                             | Astra 3B     | 11643.00 H        | DVB-S2 (8PSK)     | 7580 3/4          |
| Radio Eska Iława            | Time SA                                             | Astra 3B     | 11643.00 H        | DVB-S2 (8PSK)     | 7580 3/4          |
| Radio Eska Grudziądz        | Time SA                                             | Astra 3B     | 11643.00 H        | DVB-S2 (8PSK)     | 7580 3/4          |
| Radio Eska Łomża            | Time SA                                             | Astra 3B     | 11643.00 H        | DVB-S2 (8PSK)     | 7580 3/4          |
| Radio Eska Wrocław JG       | Time SA                                             | Astra 3B     | 11643.00 H        | DVB-S2 (8PSK)     | 7580 3/4          |
| Radio Eska Ostrzeszów       | Time SA                                             | Astra 3B     | 11643.00 H        | DVB-S2 (8PSK)     | 7580 3/4          |
| Radio Gra Wrocław           | Grupa RMF                                           | Astra 3B     | 11680.20 V        | DVB-S2 (8PSK)     | 1024 2/3          |
| Radio Pogoda                | Agora                                               | Astra 3B     | 11675.00 V        | DVB-S2 (8PSK)     | 750 3/4           |
| Radio Plus                  | Eurozet i Time SA                                   | Astra 3B     | 11643.00 H        | DVB-S2 (8PSK)     | 7580 3/4          |
| Radio Plus Olsztyn          | Eurozet i Time SA                                   | Astra 3B     | 11643.00 H        | DVB-S2 (8PSK)     | 7580 3/4          |
| Radio Plus Koszalin         | Eurozet i Time SA                                   | Astra 3B     | 11643.00 H        | DVB-S2 (8PSK)     | 7580 3/4          |
| Radio Plus Podhale          | Eurozet i Time SA                                   | Astra 3B     | 11643.00 H        | DVB-S2 (8PSK)     | 7580 3/4          |
| Radio Plus Lublin           | Eurozet i Time SA                                   | Astra 3B     | 11643.00 H        | DVB-S2 (8PSK)     | 7580 3/4          |
| Radio Rodzina               | Grupa Medialna Archidiecezji Wrocławskiej Johanneum | Astra 3B     | 11643.00 H        | DVB-S2 (8PSK)     | 5500 3/4          |
| Radio Eska2 Kraków          | Time SA                                             | Astra 3B     | 11643.00 H        | DVB-S2 (8PSK)     | 7580 3/4          |
| Radio Eska2 Łódź            | Time SA                                             | Astra 3B     | 11643.00 H        | DVB-S2 (8PSK)     | 7580 3/4          |
| Radio Eska2 Opole           | Time SA                                             | Astra 3B     | 11643.00 H        | DVB-S2 (8PSK)     | 7580 3/4          |
| Radio Eska2 Toruń           | Time SA                                             | Astra 3B     | 11643.00 H        | DVB-S2 (8PSK)     | 7580 3/4          |
| Radio Eska2 Gdańsk          | Time SA                                             | Astra 3B     | 11643.00 H        | DVB-S2 (8PSK)     | 7580 3/4          |
| Radio Eska2 Wrocław         | Time SA                                             | Astra 3B     | 11643.00 H        | DVB-S2 (8PSK)     | 7580 3/4          |
| Radio Eska2 Rzeszów         | Time SA                                             | Astra 3B     | 11643.00 H        | DVB-S2 (8PSK)     | 7580 3/4          |
| Radio Eska2 Szczecin        | Time SA                                             | Astra 3B     | 11643.00 H        | DVB-S2 (8PSK)     | 7580 3/4          |
| Radio Eska2 Nowy Sącz       | Time SA                                             | Astra 3B     | 11643.00 H        | DVB-S2 (8PSK)     | 7580 3/4          |
| Radio Eska2 Warszawa        | Time SA                                             | Astra 3B     | 11643.00 H        | DVB-S2 (8PSK)     | 7580 3/4          |
| Radio Eska2 Jelenia Góra    | Time SA                                             | Astra 3B     | 11643.00 H        | DVB-S2 (8PSK)     | 5500 3/4          |
| Radio Eska2 Trzebnica       | Time SA                                             | Astra 3B     | 11643.00 H        | DVB-S2 (8PSK)     | 5500 3/4          |
| Radio Złote Przeboje        | Agora                                               | Hot Bird 13B | 12188.00 V        | DVB-S2 (8PSK)     | 27500 3/4         |
| Radio Złote Przeboje        | Agora                                               | Astra 3B     | 11675.00 V        | DVB-S2 (8PSK)     | 750 3/4           |
| RMF Classic                 | Grupa RMF                                           | Hot Bird 13B | 12188.00 V        | DVB-S2 (8PSK)     | 27500 3/4         |
| RMF Classic                 | Grupa RMF                                           | Astra 3B     | 11.676.00 V       | DVB-S2 (QPSK)     | 1410 4/5          |
| RMF FM                      | Grupa RMF                                           | Astra 3B     | 11.676.00 V       | DVB-S2 (QPSK)     | 1410 4/5          |
| RMF Maxxx                   | Grupa RMF                                           | Hot Bird 13B | 12188.00 V        | DVB-S2 (8PSK)     | 27500 3/4         |
| RMF Maxxx                   | Grupa RMF                                           | Astra 3B     | 11.676.00 V       | DVB-S2 (QPSK)     | 1410 4/5          |
| RMF Maxxx Trójmiasto        | Grupa RMF                                           | Astra 3B     | 11.676.00 V       | DVB-S2 (QPSK)     | 1410 4/5          |
| RMF Maxxx Kielce/Radom      | Grupa RMF                                           | Astra 3B     | 11.676.00 V       | DVB-S2 (QPSK)     | 1410 4/5          |
| RMF Maxxx Pomorze           | Grupa RMF                                           | Astra 3B     | 11.676.00 V       | DVB-S2 (QPSK)     | 1410 4/5          |
| RMF Maxxx Warszawa          | Grupa RMF                                           | Astra 3B     | 11.676.00 V       | DVB-S2 (QPSK)     | 1410 4/5          |
| RMF Maxxx Poznań            | Grupa RMF                                           | Astra 3B     | 11677.50 V        | DVB-S2 (8PSK)     | 1024 2/3          |
| RMF Maxxx Szczecin          | Grupa RMF                                           | Astra 3B     | 11677.50 V        | DVB-S2 (8PSK)     | 1024 2/3          |
| RMF Maxxx Piła              | Grupa RMF                                           | Astra 3B     | 11677.50 V        | DVB-S2 (8PSK)     | 1024 2/3          |
| RMF Maxxx Włocławek         | Grupa RMF                                           | Astra 3B     | 11679.00 V        | DVB-S2 (8PSK)     | 1024 2/3          |
| RMF Maxxx Częstochowa       | Grupa RMF                                           | Astra 3B     | 11679.00 V        | DVB-S2 (8PSK)     | 1024 2/3          |
| RMF Maxxx Śląsk             | Grupa RMF                                           | Astra 3B     | 11679.00 V        | DVB-S2 (8PSK)     | 1024 2/3          |
| RMF Maxxx Dolny Śląsk       | Grupa RMF                                           | Astra 3B     | 11679.00 V        | DVB-S2 (8PSK)     | 1024 2/3          |
| RMF Maxxx Krosno            | Grupa RMF                                           | Astra 3B     | 11679.00 V        | DVB-S2 (8PSK)     | 1024 2/3          |
| RMF Maxxx Opole             | Grupa RMF                                           | Astra 3B     | 11679.00 V        | DVB-S2 (8PSK)     | 1024 2/3          |
| RMF Maxxx Inowrocław        | Grupa RMF                                           | Astra 3B     | 11679.00 V        | DVB-S2 (8PSK)     | 1024 2/3          |
| RMF Maxxx Oleśnica          | Grupa RMF                                           | Astra 3B     | 11680.20 V        | DVB-S2 (8PSK)     | 1024 2/3          |
| RMF Maxxx Bydgoszcz         | Grupa RMF                                           | Astra 3B     | 11680.20 V        | DVB-S2 (8PSK)     | 1024 2/3          |
| RMF Maxxx Podlasie          | Grupa RMF                                           | Astra 3B     | 11680.20 V        | DVB-S2 (8PSK)     | 1024 2/3          |
| RMF Maxxx Lubuskie          | Grupa RMF                                           | Astra 3B     | 11680.20 V        | DVB-S2 (8PSK)     | 1024 2/3          |
| RMF Maxxx Nowy Sącz         | Grupa RMF                                           | Astra 3B     | 11680.20 V        | DVB-S2 (8PSK)     | 1024 2/3          |
| RMF Maxxx Mazowsze          | Grupa RMF                                           | Astra 3B     | 11680.20 V        | DVB-S2 (8PSK)     | 1024 2/3          |
| Rock Radio                  | Agora                                               | Astra 3B     | 11675.00 V        | DVB-S2 (8PSK)     | 750 3/4           |
| Tok FM                      | Agora                                               | Hot Bird 13C | 11487.77 H        | DVB-S2 (8PSK)     | 27500 3/4         |
| Tok FM                      | Agora                                               | Astra 3B     | 11675.00 V        | DVB-S2 (8PSK)     | 750 3/4           |
| Vox FM Radom                | Time SA                                             | Astra 3B     | 11643.00 H        | DVB-S2 (8PSK)     | 5500 3/4          |
| Vox FM                      | Time SA                                             | Astra 3B     | 11643.00 H        | DVB-S2 (8PSK)     | 5500 3/4          |